# Cmentarz żydowski w Miasteczku Krajeńskim
Cmentarz żydowski w Miasteczku Krajeńskim – kirkut służący niegdyś żydowskiej społeczności zamieszkującej Miasteczko Krajeńskie. Nie wiadomo, kiedy dokładnie został założony. Znajdował się na zachód od centrum miejscowości. Miał powierzchnię 0,3 ha. Został zniszczony podczas II wojny światowej. W jego obrębie ocalało kilka zniszczonych nagrobków.